# Membracoidea
Membracoidea zijn een superfamilie van halfvleugelige insecten die behoort tot de onderorde cicaden.

## Taxonomie
De volgende families zijn bij de superfamilie ingedeeld:
- Aetalionidae
- Cicadellidae (Dwergcicaden)
- Eurymelidae
- Hylicidae
- Melizoderidae
- Membracidae (Bochelcicaden)
  - = Nicomiidae
- Myerslopiidae
- Ulopidae